# Branko Šömen
Branko Šömen, slovenski scenarist, pisatelj, publicist, novinar, pedagog in prostozidar, * 1. april 1936, Maribor.

## Življenjepis
Rodil se je 1. aprila 1936 v Mariboru. Gimnazijo je obiskoval v Murski Soboti, potem pa je na Filozofski fakulteti v Ljubljani študiral primerjalno književnost. Po študiju je bil radijski novinar in urednik. Deloval je kot novinar na Radiu Ljubljana in Mladini. Leta 1962 je bil med ustanovnimi uredniki revije Ekran. Veliko se je ukvarjal s filmom kot avtor scenarijev in kot kritik. Od leta 1983 živi v Zagrebu. Med letoma 1988 in 1999 je predaval filmski scenarij na Akademiji dramskih umetnosti v Zagrebu.

## Njegova dela
Šömen piše pesmi, romane, humoreske, kritike, filmske scenarije in prevaja različna dela. Zaradi satiričnih del usmerjenih proti ustavi, Jugoslovanski ljudski armadi, Titu je bil v času Socialistične federativne republike Jugoslavije dvakrat zaprt. 
Njegova mladinska dela opisujejo predvsem njegovo otroštvo. Mladi bralci ga poznajo predvsem po slikanici Gledališče pod smrekami in po knjigi Med v laseh. V slednji je podrobno opisal preživljanje svojega otroštva, ki je potekalo v vojnih letih v severovzhodnem delu naše domovine. To delo je tudi njegova avtobiografska trilogija.
Šömen se je sprava uveljavil kot lirik z zaznavnimi prekmurskimi jezikovnimi značilnostmi in kot pisec humoresk. V tem času je pisal tudi scenarije za televizijo in film. Njegovi prvi romani so zaznamovani s filmskim žanrom.

## Dela

### Pesniške zbirke
- Lipov bog (1971)
- Razpadanje (1973)
- Prekmurski rokopisi (1976)
- Tujina (1978)
- Šepetanje mravelj (1979)
- Moške ikre (1982)

### Pripovedna dela
- Rdeči smeh (1970)
- Skregan s pametjo (1973)
- Peti letni čas (1977)
- Panonsko morje (Šömen) (1981)
- Koncert za samoto (1986) (COBISS)
- Molitev za Jasenovac ali ubijanje človeške duše (2023)
- Človek, ki ga ni (novele, 2025)

### Dela za mladino
- Med v laseh (1978)
- Gledališče pod smrekami (1979)
- Hoja po vodi (1990)

### Filmi
- Poslednja postaja (1971),
- Let mrtve ptice (1973),
- Veselo gostivanje (1984).